# Unimodulair rooster
In de wiskunde is een unimodulair rooster een rooster met determinant 1 of −1. Twee bekende voorbeelden van een unimodulair rooster zijn het E8-rooster en het Leech-rooster.